# Orange (phim)
Orange (オレンジ Orenji) là phim điện ảnh Nhật Bản về tuổi trẻ và siêu nhiên, do Hashimoto Kojiro làm đạo diễn, dựa trên manga cùng tên của tác giả Takano Ichigo. Phim được công chiếu tại Nhật Bản từ ngày 12 tháng 12 năm 2015.

## Cốt truyện
Một ngày nọ, Takamiya Naho nhận được một lá thư kì lạ. Cô ngạc nhiên nhận ra người gửi thư chính là bản thân mình của mười năm sau. Bức thư đã tiết lộ một vài sự kiện sẽ xảy đến trong đời cô, bao gồm cả việc gặp gỡ cậu bạn sắp chuyển đến lớp: Naruse Kakeru. Chính cuộc gặp gỡ ấy đã khiến chuỗi ngày sau đó của Takamiya và bốn người bạn thân trong nhóm chìm trong những nuối tiếc kéo dài, những sai lầm không thể xoá nhoà được. Takamiya trong tương lai muốn thay đổi những ngày tháng tuyệt vọng ấy, bèn gửi lời nhắn đến bản thân mình năm mười sáu tuổi: hãy ở cạnh Kakeru, hãy trông chừng cậu, và mối quan hệ của họ cần được sửa chữa trước khi quá muộn.

## Diễn viên
- Tsuchiya Tao trong vai Takamiya Naho[3]
- Yamazaki Kento trong vai Naruse Kakeru[3]
- Ryusei Ryo trong vai Suwa Hiroto[3]
- Yamazaki Hirona trong vai Chino Takako[3]
- Sakurada Dori trong vai Hagita Saku[3]
- Shimizu Kurumi trong vai Murasaka Azusa[3]
- Mano Erina trong vai Ueda Rio[3]
- Tsurumi Shingo trong vai Nakano Kōji (中野 幸路?)[3]
- Moriguchi Yoko trong vai Naruse Miyu (成瀬 美由?)[3]
- Kusamura Reiko trong vai Naruse Hatsuno (成瀬 初乃?)[3]

## Đón nhận

### Doanh thu
Phim xếp hạng nhất trong cuối tuần đầu tiên công chiếu tại Nhật Bản với doanh thu đạt 2,58 triệu đô la Mỹ.

### Đánh giá
Trên trang thông tin Anime News Network, nhà phê bình Theron Martin cho rằng, các chi tiết trong phim chưa được thể hiện rõ ràng theo hướng siêu nhiên như trong bản manga. Bên cạnh đó, nhà phê bình cho rằng, nếu bạn là người hâm mộ thể loại tình cảm tuổi trẻ pha một chút siêu nhiên thì đây là một bộ phim không nên bỏ qua.
Trên trang đánh giá phim takoyaki, người đánh giá cho rằng "Dù một vài chi tiết, tình tiết bị đẩy khá nhanh và chưa được giải thích kĩ, cũng như lý giải của tác giả về thuyết Hố đen vũ trụ để gửi thư đến mười năm sau vẫn còn tồn đọng khá nhiều lỗ hổng, nhưng về tổng thể, nội dung của bản manga gốc vẫn được đánh giá rất cao."